# Џихад за љубав
Џихад за љубав (енгл. A Jihad for Love, арап. جهاد من أجل الحب) један је од првих документарних филмова који се бави односом ислама према хомосексуалности. Филм је режирао Первез Шарма, а један од продуцената филма је Санди Симша Дубовски, режисер документарног филма Trembling Before G-d.
Филм је сниман у 12 земаља на 9 језика и прати животе геј мушкараца и лезбијки у земљама попут Ирана, Ирака, Пакистана, Турске, Египта, Јужне Африке, Саудијске Арабије, Бангладеша и Индије.
Филм је премијерно приказан на Међународном филмском фестивалу у Торонту, у септембру 2007.